# Winnicka Grupa Armijna
Winnicka Grupa Armijna – radziecka grupa armijna w latach 1938–1939, sformowana w ramach reorganizacji struktury organizacyjnej Armii Czerwonej prowadzonej od 1937. 
Jedna z sześciu wystawionych na granicy zachodniej ZSRR w związku z kryzysem sudeckim w 1938.
Od września 1939 jako 6 Armia.